# Wattle Park (park i Australien, Victoria, Whitehorse)
Wattle Park är en park i Australien. Den ligger i regionen Whitehorse och delstaten Victoria, omkring 13 kilometer öster om delstatshuvudstaden Melbourne. Wattle Park ligger 107 meter över havet.
Runt Wattle Park är det mycket tätbefolkat, med 2 261 invånare per kvadratkilometer.. Närmaste större samhälle är Melbourne, omkring 13 kilometer väster om Wattle Park.
Runt Wattle Park är det i huvudsak tätbebyggt. Genomsnittlig årsnederbörd är 1 244 millimeter. Den regnigaste månaden är juli, med i genomsnitt 140 mm nederbörd, och den torraste är januari, med 49 mm nederbörd.